# Nathalie zu Sayn-Wittgenstein
Nathalie zu Sayn-Wittgenstein, född 2 maj 1975 i Köpenhamn i Danmark, är en dansk ryttare. Hon är dotter till prinsessan Benedikte av Danmark och Richard av Sayn-Wittgenstein-Berleburg.
Hon tog OS-brons i lagtävlingen i dressyr i samband med de olympiska ridsporttävlingarna 2008 i Peking.